# 桂紹隆
桂 紹隆（かつら しょうりゅう、1944年1月9日-　）は、日本の仏教学者。広島大学名誉教授。

## 経歴
滋賀県生まれ。1966年京都大学文学部卒、同大学院修士課程修了。1974年トロント大学博士課程修了、A study of Harivarman's Tattvasiddhi でPh.D.。1987年「インド論理学における遍充概念の生成と発展 チャラカ・サンヒターからダルマキールティまで」で京都大学文学博士。1977年ミシガン大学招聘講師、オックスフォード大学客員研究員、広島大学文学部講師、助教授、1989年教授。2004年広島大学を退職し名誉教授、同年に龍谷大学文学部教授を経て龍谷大学アジア仏教文化研究センター長。2010年に中村元東方学術賞を受賞。
夫人はトロントで知り合った児童文学者の桂宥子。

## 主な著作
単著
- 『インド人の論理学 問答法から帰納法へ』中公新書 1998／法蔵館文庫 2021

共編
- 『シリーズ大乗仏教』全10巻、春秋社 2011‐2014

斎藤明・下田正弘・末木文美士と編集委員、高崎直道監修
- 『(7) 唯識と瑜伽行』、『(9) 認識論と論理学』を担当

訳・注解
- H.サダーティッサ『ブッダの生涯』 桂宥子共訳、立風書房 1984
- 『大乗仏典 5 法華経 Ⅱ』 松濤誠廉、丹治昭義共訳、中央公論社 1976、中公文庫 2001
- 『さとりへの遍歴 華厳経入法界品』中央公論社（上下）1994

梶山雄一監修、丹治昭義、津田真一、田村智淳共訳
- 『梵文和訳　華厳経入法界品』岩波文庫（改訂版 上中下）2021。下巻に新版解説

- 『龍樹『根本中頌』を読む』春秋社 2016。五島清隆との共訳

『中論』のサンスクリット原典から現代語訳。解説は五島が担当。